# Avril a podivuhodný svět
Avril a podivuhodný svět (v originále Avril et le Monde truqué) je francouzsko-belgicko-kanadský animovaný film z roku 2015, který režírovali Franck Ekinci a Christian Desmares. Snímek měl světovou premiéru na Mezinárodním festivalu animovaných filmů v Annecy dne 15. června 2015.

## Dabing postav
| Marion Cotillard   | Avril Franklin                  |
| Philippe Katerine  | Darwin Franklin, kočka Avril    |
| Marc-André Grondin | Julius                          |
| Jean Rochefort     | Prosper Franklin, dědeček Avril |
| Olivier Gourmet    | Paul Franklin, otec Avril       |
| Macha Grenon       | Annette Franklin, matka Avril   |
| Bouli Lanners      | Gaspar Pizoni                   |
| Benoît Brière      | Rodrigue                        |
| Anne Coesens       | Chimène                         |
| Jean-Claude Donda  | policejní komisař Derouge       |

## Ocenění
- Mezinárodní festival animovaných filmů v Annecy: cena Cristal za nejlepší hraný film